# タチアナ・コシェレワ
タチヤーナ・コーシェレワ（ロシア語: Татья́на Серге́евна Ко́шелева、1988年12月23日 - ）は、ロシアの元女子バレーボール選手。ポジションはアウトサイドヒッター。元ロシア女子代表。

## 来歴
旧ソビエト連邦のミンスク（現在のベラルーシ、当時の白ロシア・ソビエト社会主義共和国）出身。2007年にロシア女子ナショナルチームに初選出される。同年のワールドグランプリで代表デビューした。
2008年の北京五輪の出場は逃したものの、2009年以降はナショナルチームの代表として定着し、2010年の世界選手権では多くの試合でスタメン出場を果たした。同大会では初出場ながらベストスパイカー賞を受賞し、ロシア女子の世界選手権2連覇達成の立役者の1人となった。
2011年に結婚したが登録名はコシェレワのままにした。
2012年ロンドンオリンピックに出場したが、怪我により思うようなプレーができず5位に終わった。2013年のFIVBワールドグランプリ、欧州選手権ではナタリア・オブモチャエワとともに大車輪の活躍を見せ、欧州選手権12年ぶりの制覇に大きく貢献した。同大会でMVPを受賞した。2014年の世界選手権した。2015年のワールドカップでは4位となり、自身もベストアウトサイドヒッター賞を受賞した。2016年、リオ五輪ではエースとして活躍したが5位にとどまった。同年、トルコリーグの強豪クラブであるエジザージュバシュに移籍した。
2024年に現役引退。メガバレーのユースチームの指導者に就任した。

## 球歴
- オリンピック - 2012年、2016年
- 世界選手権 - 2010年、2014年
- ワールドカップ - 2015年
- 欧州選手権 - 2007年、2009年、2013年、2015年、2017年
- ネーションズリーグ - 2021年

## 受賞歴
- 2009年 ワールドグランプリ ベストスパイカー賞
- 2010年 モントルーバレーマスターズ ベストスパイカー賞
- 2010年 世界選手権 ベストスパイカー賞
- 2013年 欧州選手権 MVP
- 2015年 2014/15 CEVカップ MVP
- 2015年 世界クラブ選手権 ベストアウトサイドヒッター賞
- 2015年 ワールドカップ ベストアウトサイドヒッター賞[5]
- 2015年 欧州選手権 MVP、ベストアウトサイドヒッター賞

## 所属クラブ
- ディナモ・モスクワ（2005-2007年）
- ザレチエ・オジンツォボ（2007-2010年）
- ディナモ・カザン（2010-2011年）
- ディナモ・クラスノダール（2011-2012年）
- ディナモ・カザン（2012-2014年）
- ディナモ・クラスノダール（2014-2016年）
- エジザージュバシュ（2016-2017年）
- ガラタサライ（2017-2018年）
- Rio de Janeiro Vôlei Clube（2018-2019年）
- サヴィーノ・デルベーネ・スカンディッチ（2019年）
- 広東恒大女子排球（2019-2020年）
- ガラタサライ（2020-2021年）
- メガボックス・オンドゥラティ・デルサビオ・ヴァッレフォリア（2021-2024年）